# 63 Ausonia
63 Ausonia هو كويكب، يقع ضمن حزام الكويكبات. اكتشف في 10 فبراير 1861. وقد اكتشفه أنيبال دي غاسباريس.

## روابط خارجية
- 63 Ausonia في قاعدة بيانات مختبر الدفع النفاث لأجرام النظام الشمسي الصغيرة

- الاكتشاف · مخطط المدار ·  العناصر المدارية · المعلمات المادية

- 63 Ausonia على موقع ويكي سكاي: DSS2, SDSS, GALEX, IRAS, Hydrogen α, X-Ray, Astrophoto, Sky Map, Articles and images